# Jérôme Lalemant
Jérôme Lalemant SJ, Hieronim Lalemant (ur. 27 kwietnia 1593 w Paryżu, zm. 16 listopada 1665 w Quebec) – francuski jezuita, misjonarz w Kanadzie.
2 października 1610 wstąpił do zgromadzenia jezuitów w Paryżu. Do Nowej Francji przybył 25 czerwca 1638. Uczestniczył w pierwszym spisie Indian. W latach 1645–1650 był przełożonym prowincji. W 1656 powrócił do Francji, a od 1658 roku był rektorem Royal College of La Flèche. Do kolonii powrócił 1659 roku i do 1665 pełnił obowiązki wikariusza generalnego diecezji Quebec.
Był krewnym św. Gabriela Lalemanta.

## Źródła internetowe
- Biografia na Catholic Encyclopedia. [dostęp 2008-10-27]. (ang.).